# Sid Ganis

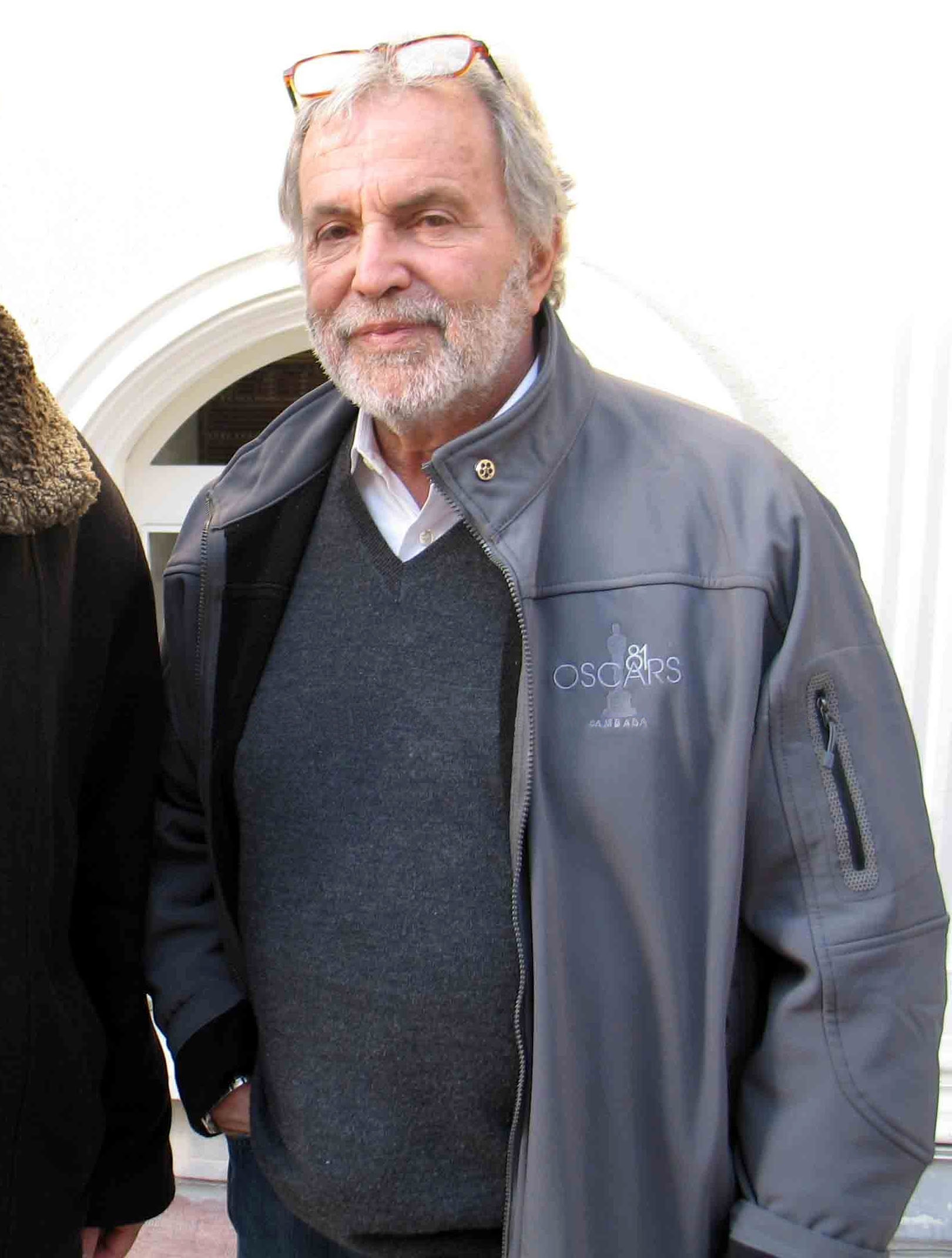
Sid Ganis

Sidney „Sid“ Ganis (* 8. Januar 1940 in Brooklyn, New York City) ist ein US-amerikanischer Filmproduzent und Filmschauspieler.

## Leben
Bereits als Jugendlicher arbeitete Ganis als Laufbursche und Bürogehilfe für den US-amerikanischen PR-Agenten Lee Solters, der wiederum unter anderem in einem Zeitraum von 26 Jahren für Frank Sinatra gearbeitet hatte. In Zusammenarbeit mit George Lucas gründete Ganis später dessen Filmproduktionsgesellschaft Lucasfilm, deren Vizepräsident er für viele Jahre wurde. Später wechselte er zu den beiden bekannten Studios Columbia und Paramount, die er beide in den 1980er bzw. frühen 1990er Jahren als Präsident leitete. Von 1991 bis 1996 saß Ganis in der Marketingabteilung von Sony Pictures Entertainment. Seit 1999 sitzt Ganis auch im Aufsichtsrat des Verlags Marvel Comics.
Im September 1996 gründete er Out of the Blue...Entertainment, ein Studio, das sich auf die Produktion von Filmkomödien, wie etwa Big Daddy (1999) und Mr. Deeds (2002) spezialisiert hat. Ähnlich wie Alfred Hitchcock in dessen Filmen übernahm Ganis auch in seinen produzierten Filmen von Zeit zu Zeit eine kleine Nebenrolle oder hatte einen Cameo-Auftritt.
Sid Ganis’ guter Ruf, aber auch seine Erfahrungen, die er im Bereich Filmmarketing gesammelt hat, kamen ihm 2005 zugute, als er zum Präsidenten der Academy of Motion Picture Arts and Sciences gewählt wurde. Bis 2009 war er es, der jährlich die feierlichen Oscarverleihungen organisiert hat, und der für den reibungslosen Ablauf der Zeremonien verantwortlich zeichnete. 2009 wurde er von Tom Sherak in seinem Amt abgelöst.
Ganis ist Demokrat und war 2004 Wahlkampfhelfer von US-Präsidentschaftskandidat John Kerry. Über das Privatleben des Filmproduzenten ist wenig bekannt. Er ist mit der Filmproduzentin und Charity-Lady Nancy Hult verheiratet.

## Filmografie

### Produzent
- 1999: Big Daddy (Big Daddy)
- 1999: Rent a Man – Ein Mann für gewisse Sekunden (Deuce Bigalow: Male Gigolo)
- 2002: Mr. Deeds (Mr. Deeds)
- 2002: Meister der Verwandlung (The Master of Disguise)
- 2006: Akeelah ist die Größte (Akeelah and the Bee)
- 2007: Table Manners (Table Manners)

### Schauspieler
- 1976: Die Unbestechlichen (All the President’s Men)
- 1984: Indiana Jones und der Tempel des Todes (Indiana Jones and the Temple of Doom)
- 2000: Little Nicky – Satan Junior (Little Nicky)
- 2002: Mr. Deeds (Mr. Deeds)
- 2003: Die Wutprobe (Anger Management)
- 2003: Montgomery West and the Wings of Death (Montgomery West and the Wings of Death)
- 2006: Akeelah ist die Größte (Akeelah and the Bee)
- 2006: Klick (Click)
- 2006: Leg dich nicht mit Zohan an (You Don’t Mess with the Zohan)